# Louis III l'Aveugle
Pour les articles homonymes, voir Louis III.
Louis III l'Aveugle, dit aussi Louis III de Provence, né vers 882 et mort le 5 juin 928 à Arles, devient roi de Bourgogne de 890 à 928, et est empereur d'Occident de 901 à 905.

## Biographie

### Origines
Louis est le fils de Boson de Provence (v. 844-887), roi de Provence, et d'Ermengarde, fille de l'empereur d'Occident, Louis II le Jeune ; lié aux Carolingiens par sa mère, il appartient à la famille des Bosonides.

### Roi de Provence
À la mort de son père Boson en janvier 887, sa mère, Ermengarde, est nommée régente du royaume de Provence avec l'aide de Richard le Justicier, frère de Boson. En mai 887, elle conduit son fils auprès de l'empereur Charles III le Gros pour qu'il l'adopte, ce qu'il fait. Cependant, en novembre 887, Charles est déposé et remplacé par Arnulf de Germanie, avant de mourir en janvier 888. En mai 889, la reine Ermengarde se rend auprès du nouvel empereur Arnulf pour faire acte de soumission.
Dans les derniers mois de 890, à Valence, le concile des prélats et des grands féodaux élit Louis comme roi d'Arles, roi de Provence et roi de Bourgogne.
En 894, le roi Louis fait acte de soumission au roi Arnulf de Germanie. En 896, le roi Louis combat les Sarrasins qui continuent de dévaster la Provence. En 898 Engelberge, la sœur du roi Louis, épouse le duc d'Aquitaine Guillaume le Pieux, qui est aussi comte de Lyon et de Mâcon.

### Roi d'Italie et empereur d'Occident
En 900, le nord de l'Italie, alors gouverné par Bérenger de Frioul, était dévasté par les Hongrois, qui étaient à l’œuvre depuis plusieurs années ; à l'appel des grands féodaux pour qui il est le petit-fils de feu l'empereur Louis II le Jeune, le roi Louis de Provence prend Pavie, en chasse le roi Bérenger et se fait élire et couronner roi d'Italie le 5 octobre 900 dans la basilique San Michele Maggiore. Le pape Benoît IV le ceint de la couronne impériale le 15 ou le 22 février de l'année suivante. 
Au cours de l'été 902, l'ancien roi Bérenger de Frioul, lui aussi petit-fils d'un empereur d'Occident (Louis le Pieux), revient avec une forte armée, et réussit à chasser d'Italie le nouvel empereur, obligé de se réfugier en Provence. En 905, il est de retour en Italie à l'appel des grands féodaux, mais Bérenger Ier de Frioul, grâce à l'aide de troupes bavaroises, réussit à faire prisonnier Louis à Vérone et, le 21 juillet 905, lui fait crever les yeux (d'où son surnom), le renvoie en Provence et retrouve sa couronne royale d'Italie.

### La fin de sa vie
De retour à Vienne, sa capitale, le roi Louis, handicapé par sa cécité, n'est plus en mesure de résister aux demandes de ses féodaux. 
À partir de 911, il laisse la gestion du royaume à son cousin Hugues d'Arles, comte d'Arles et de Vienne, qui s'installe à Arles. Fait marquis de Provence, le régent Hugues d'Arles épouse Willa de Provence, la demi-sœur du roi Louis III l'Aveugle et veuve de Rodolphe Ier de Bourgogne. 
En juin 926, ce même Hugues d'Arles est élu roi d'Italie. 
Louis l'Aveugle meurt en 928,

### Unions et postérité
Le roi Louis épouse, fin 900, Anne de Constantinople (fin 887-903), fille de l'empereur Léon VI et de Zoé Tzaoutzina, plus connue sous le nom d'Anne de Macédoine, dont :
- Charles-Constantin, duc de Vienne.

En 902/905, Louis III l'Aveugle se serait remarié avec une certaine Adélaïde, « parente » de Rodolphe Ier de Bourgogne qui aurait donc peut-être été sa nièce, ce qui semble improbable. Il est plus vraisemblable que cette Adélaïde soit née de Rodolphe Ier de Bourgogne, mais d'une épouse autre que Willa de Provence car il en a un autre fils nommé :
- Rodolphe[13].

## Ascendance
Voir aussi Bosonides